# Porta Nuova (Palermo)
La Porta Nuova, adiacente al Palazzo dei Normanni, è stata per secoli il più importante accesso a Palermo via terra.
Da essa partono il Corso Vittorio Emanuele, o Cassaro, la principale arteria cittadina, e, all'esterno, il Corso Calatafimi, la strada verso Monreale.

## Storia
Tommaso Fazello documenta l'apertura del primitivo varco nel 1460 denominato Porta dell'Aquila e la contestuale chiusura di un varco d'accesso inserito nella cinta muraria a meridione.
Costituita da un solo ordine di colonne e cornicione, il 13 settembre 1535, proveniente da Monreale, fece ingresso l'imperatore Carlo V reduce dalla Conquista di Tunisi.
Per la liberazione dal contagio di peste nel 1575 fu apposta un'immagine della Vergine Immacolata e l'iscrizione:
La Porta Nuova fu voluta nel 1583 dal viceré Marcantonio Colonna per celebrare la vittoria sulle armate turche e commemorare i trionfi del sovrano. Fu progettata e realizzata da Giovanni Antonio Salamone ovvero da Giovanni Battista Collepietra  che proprio in quegli anni si succedettero come architetti regi. La costruzione presenta più livelli ed è concepita come monumentale "memoria" dell'ingresso trionfale di Carlo V nel 1535, dopo la vittoria di Tunisi, con un basamento bugnato che contiene, come una sorta di telamoni, quattro mori imprigionati.
Nonostante il Senato cittadino avesse imposto il nome di Porta Austriaca, mentre alcuni documentatori fanno riferimento a Porta Imperiale, il popolo palermitano continuò ad appellare il monumentale varco come Porta Nuova. 
Nel 1578 il viceré perpetuò l'esistenza di un corridoio meridionale sopraelevato comunicante col Palazzo Reale verosimilmente ricalcante la parte iniziale attraverso la Galca del primitivo percorso della Strada Coperta.
La costruzione subì la quasi totale distruzione il 20 dicembre 1667, quando esplosero i depositi di polvere da sparo a causa di un fulmine dovuto ad un temporale. Nel 1669 l'architetto Gaspare Guercio la ricostruì integralmente e pensò di porre a coronamento dell'edificio una copertura piramidale rivestita da piastrelle policrome maiolicate con le immagini di aquile ad ali spiegate.
Le iscrizioni del 1668 recitano di provvedimenti e risarcimenti operati dal viceré di Sicilia Francesco Fernandez de La Cueva, duca di Alburquerque. Il terremoto del 16 giugno 1686 provocò dei danni. I lavori di restauro comportarono la realizzazione di scarpe o delfini di rinforzo sul fianco sinistro, interventi posti in essere dal viceré Giovan Francesco Pacecho, duca di Uzeda.
Fino ai restauri eseguiti nel 1825 è documentato visibile un affresco raffigurante la Beata Vergine Maria contornata da angeli, ritratta con Sant'Agata, Sant'Agatone, San Michele Arcangelo, opera realizzata da Pietro Novelli sulla parete interna di S - W.
Dal 1870 fa parte del complesso del distretto militare di Palermo.
Nel settembre 2015 si sono conclusi i lavori di restauro e messa in sicurezza del monumento.

## Architettura
La struttura ravvisabile in un vero e proprio arco trionfale con impianto realizzato in pietre d'intaglio, ornato di statue, busti, pigne, colonne, pilastri, cornicioni, balaustre, finestre, fregi, festoni, ghirlande, mascheroni, iscrizioni marmoree recanti i versi di Antonio Veneziano e un'aquila marmorea con armi reali, scultura pericolante, poi rimossa. La costruzione presenta due prospetti ripartiti su tre ordini, uno rivolto verso la città ricalcante gli schemi classici degli antichi archi di trionfo, quello esterno presenta un'architettura originale e bizzarra dominata dalla presenza spettacolare di paraste binate in bugnato terminanti con quattro telamoni, raffiguranti i Mori sconfitti da Carlo V, le due figure in posizione centrale mostrano gli arti mozzati in segno di sottomissione.
Il primo ordine è costituito dal basamento e dal varco carrozzabile, il secondo ordine consta di vani recanti finestre - balconi sull'affaccio verso Monreale e da busti di divinità collocati in oculi ovoidali sulla facciata del Cassaro (sculture raffiguranti rispettivamente la Pace, Giustizia, Verità, Abbondanza). Un terzo ordine comprende le logge rivolte ad oriente e occidente realizzate in marmo bianco con 6 colonne che definiscono 5 archi abbelliti con altrettanti mascheroni scolpiti nelle chiavi di volta. Ad ogni campata corrisponde una porta sormontata da timpano ad arco arricchita da erma intermedia. Chiude la prospettiva la struttura piramidale coronata da balaustre, comprendente una balconata circondata dalla copertura maiolicata. Un terrazzino include la lanterna sommitale sormontata da pinnacolo e banderuola.
Le dimensioni di 190 palmi in altezza per 70 in larghezza e 70 di profondità sottintendono un varco di passaggio largo 19 palmi e alto 38. Due fonti documentate completavano il prospetto rivolto verso Monreale nel 1674.

## Galleria d'immagini

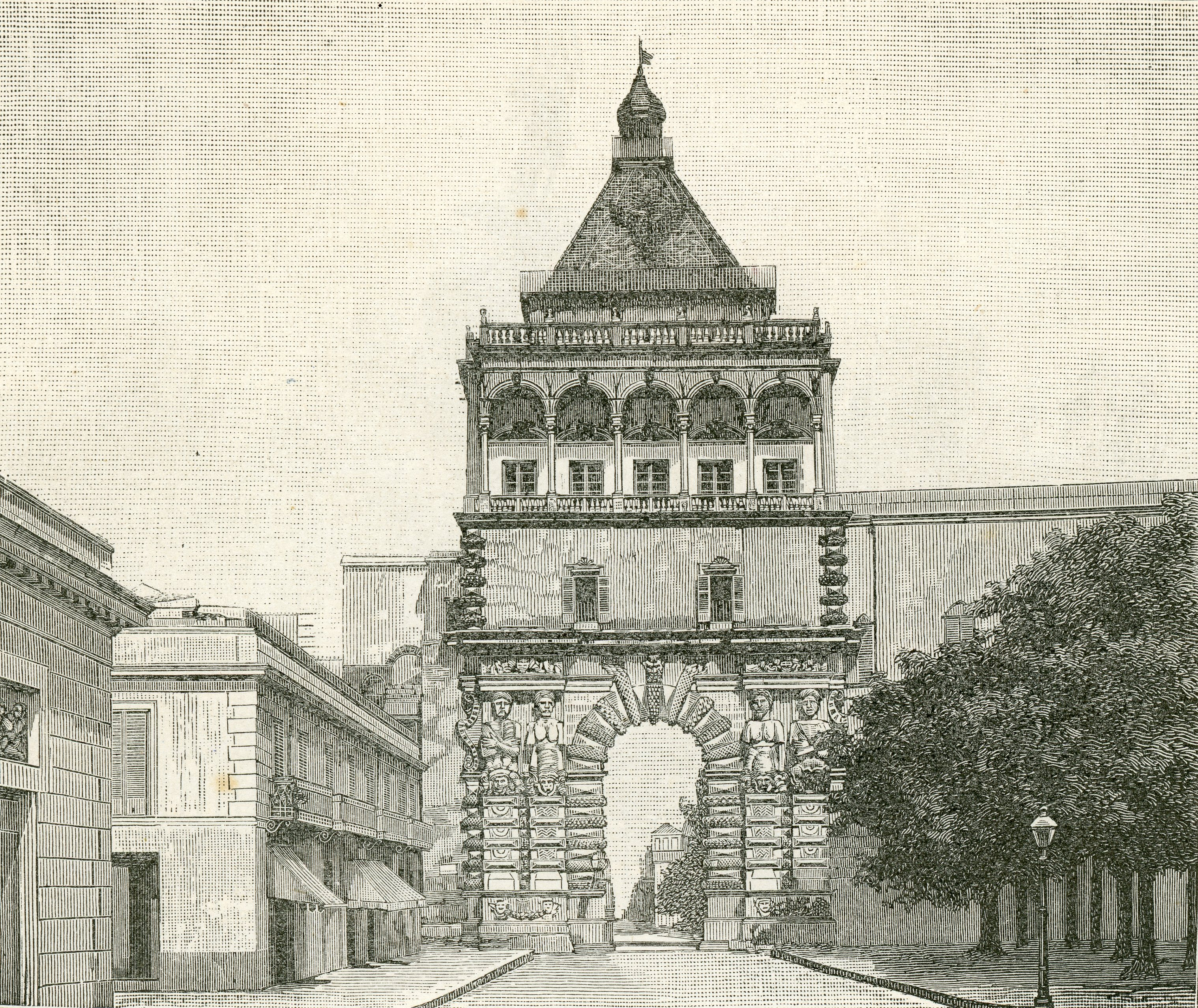
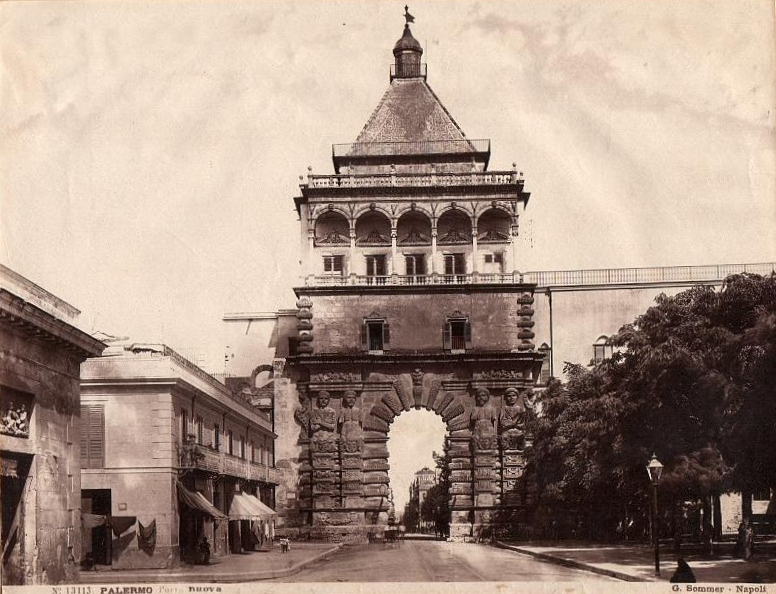
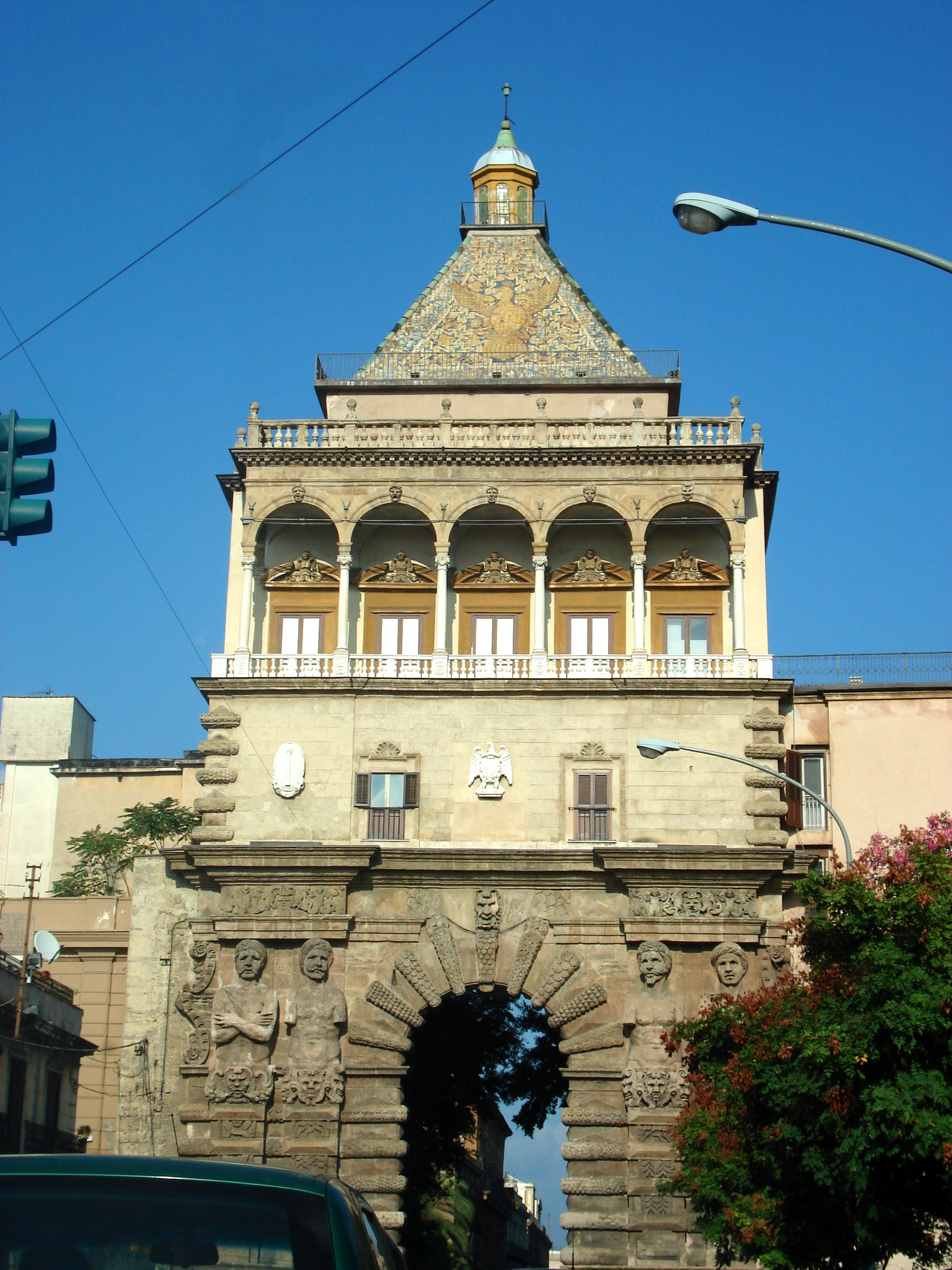
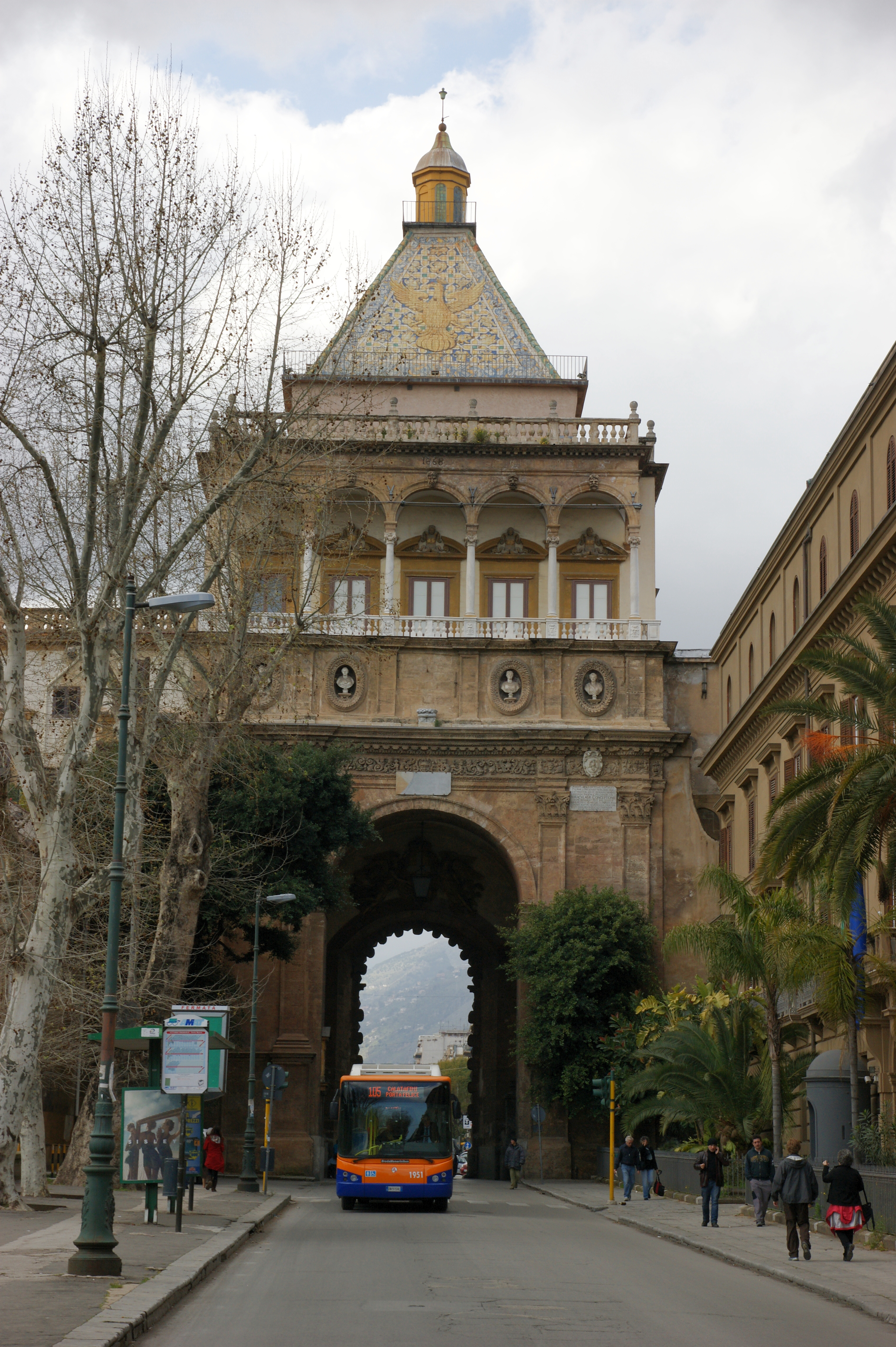
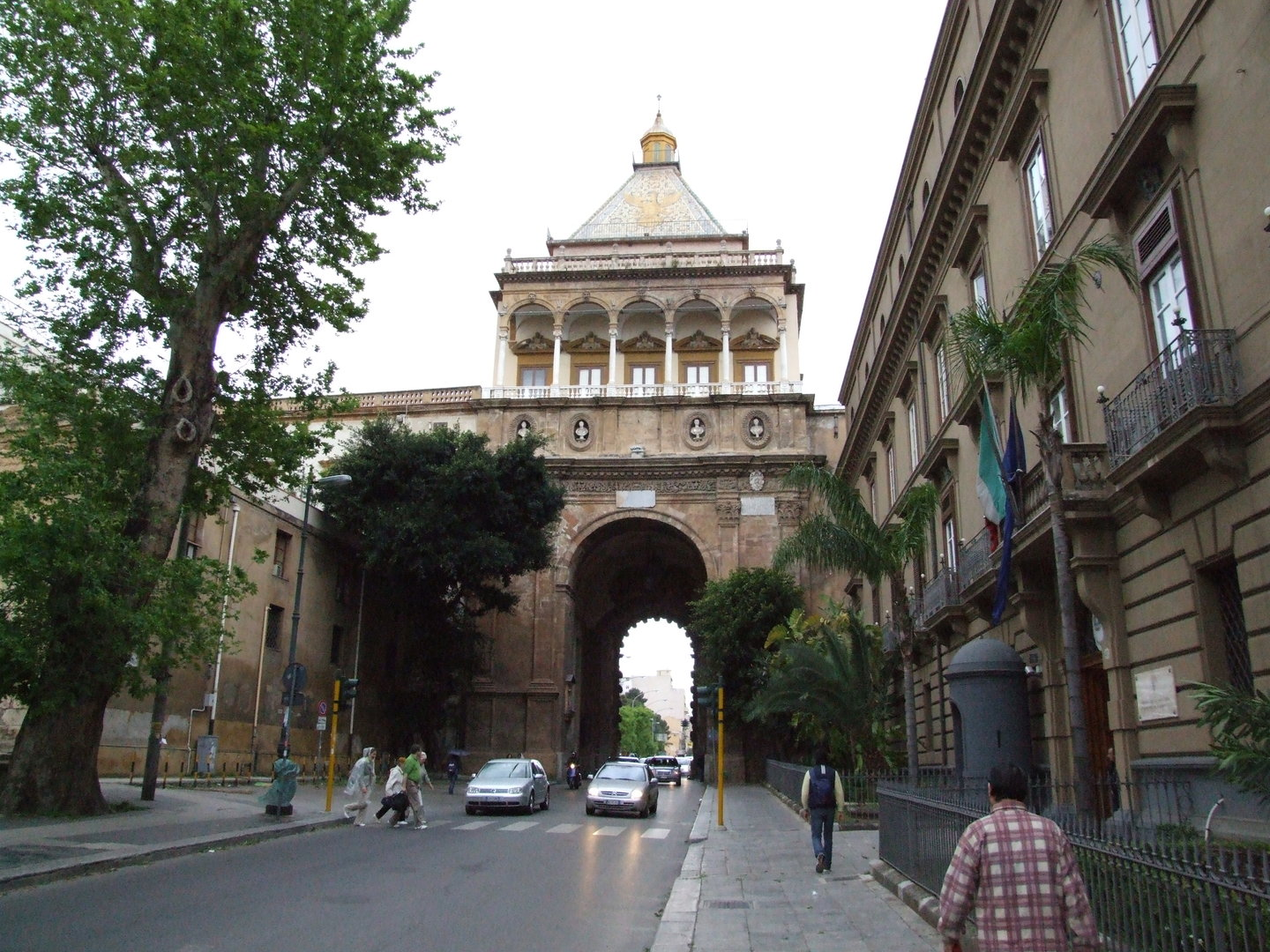
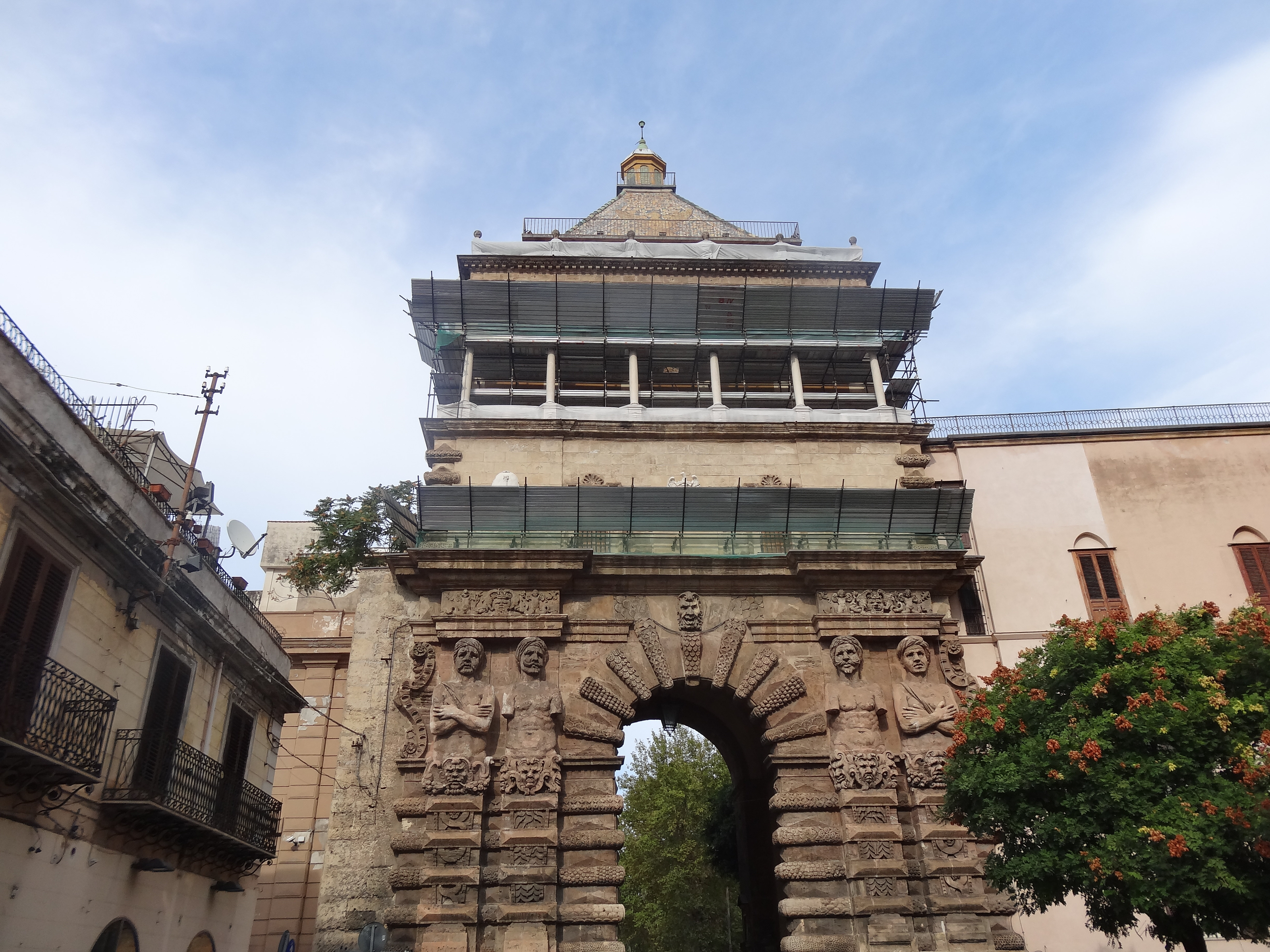

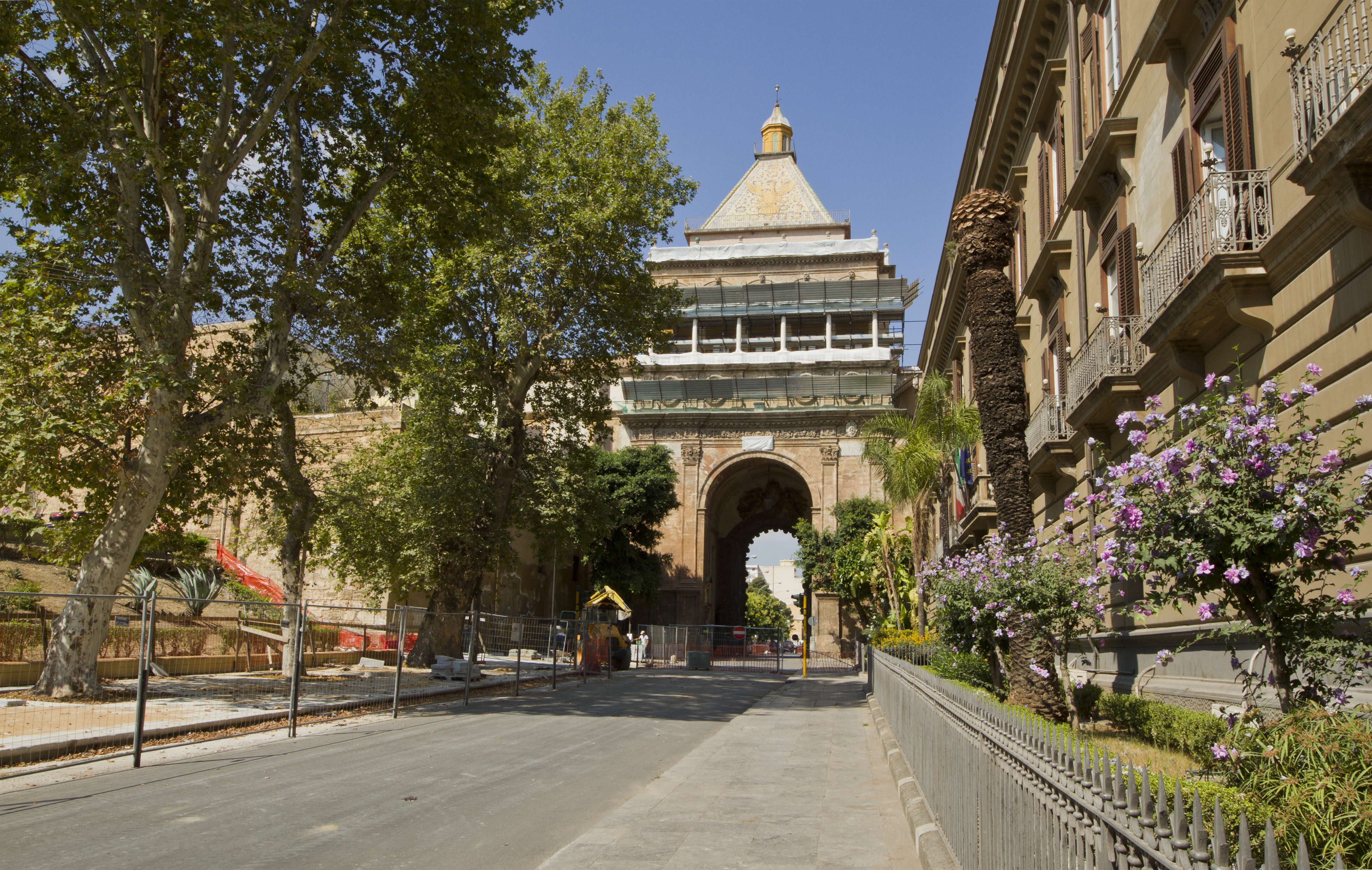
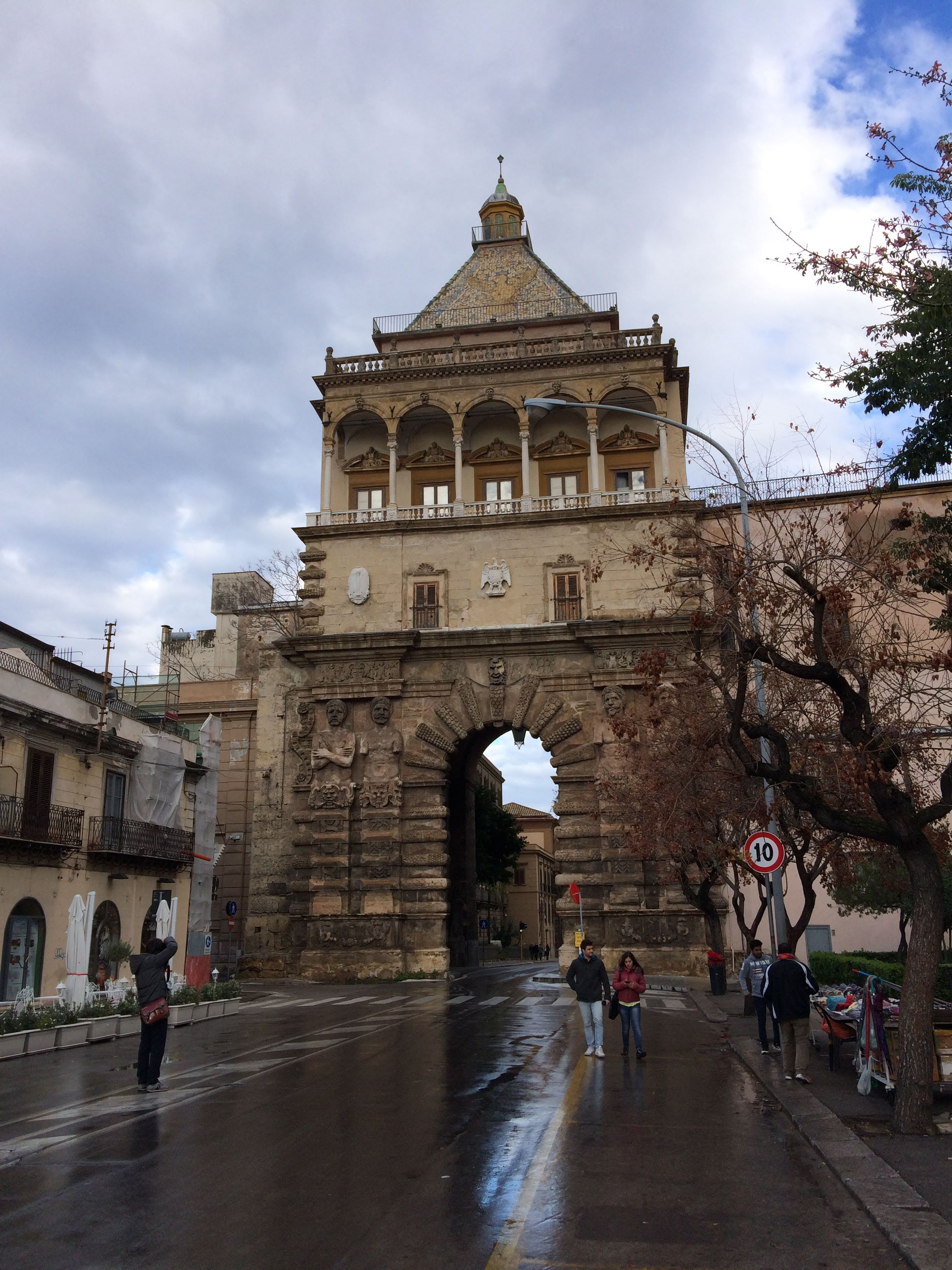